# William Cathcart, 1:e earl Cathcart

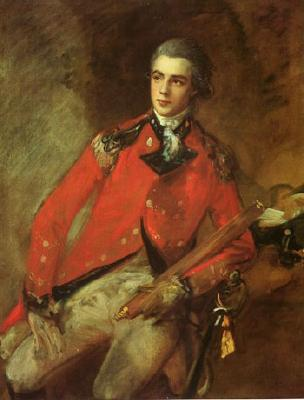
Lord Cathcart (1755-1843).

William Schaw Cathcart, 1:e earl Cathcart, född 17 september 1755, död den 16 juni 1843, var en brittisk general och diplomat. Han var far till Charles Cathcart, 2:e earl Cathcart och generalen George Cathcart.
År 1771 flyttade han till Sankt Petersburg, där hans far var ambassadör. 1773-1777 studerade han juridik. År 1776 fick han, sedan han utsetts till Lord of Parliament i Skottland, ett befäl vid 7:e dragonregementet och 1777 förflyttades han till striderna i Nordamerika, där han fick två utmärkelser på slagfältet. Han överfördes därefter till 17:e lätta dragonregemenetet och utmärkte sig vid slaget vid Monmouth den 28 juni 1778.
Lord Cathcart återvände till Storbritannien av hälsoskäl år 1780 och blev 1781 överstelöjtnant i Coldstream Guards. År 1788 utsågs han till representative peer i House of Lords och 1792 blev han överste vid 29:e infanteriregementet. Efter att ha deltagit i striderna i Nederländerna 1793-1795 utsågs han till generalmajor och 1801 blev han generallöjtnant.
1803 till 1805 var Lord Cathcart överbefälhavare på Irland. 1805 sändes han som befälhavare på en brittisk expedition till Hannover. 1807 ledde han genom lord Castlereaghs försorg den brittiska expeditionsstyrkan till Köpenhamn, där bombardemanget av Köpenhamn ledde till att danskarna tvingades överlämna sin flotta till Storbritannien. Fyra veckor efter danskarnas kapitulation utsågs han till Viscount Cathcart of Cathcart och Baron Greenock of Greenock.
I januari 1812 utsågs Lord Cathcart till general och strax därefter blev han Storbritanniens ambassadör i Ryssland. Han var även militärkommissionär i Ryssland och tjänade vid de allierades högkvarter under sjätte koalitionskriget mot Napoleon I 1812-1814. Efter kriget upprätthöll han posten som ambassadör i Ryssland fram till 1820, då han återvände till Storbritannien. Lord Cathcart dog 1843 på sitt gods nära Glasgow.